# Radkowa Dziura I
Radkowa Dziura I – jaskinia w północnej ścianie Zbójnickiej Turni w zachodnich stokach Gubalca w Dolinie Kościeliskiej w Tatrach Zachodnich. Wejście do niej znajduje się w Wąwozie Kraków, poniżej Jaskini Poszukiwaczy Skarbów, na wysokości 1195 m n.p.m. Długość jaskini wynosi 8,5 metrów, a jej deniwelacja 1,5 metrów.

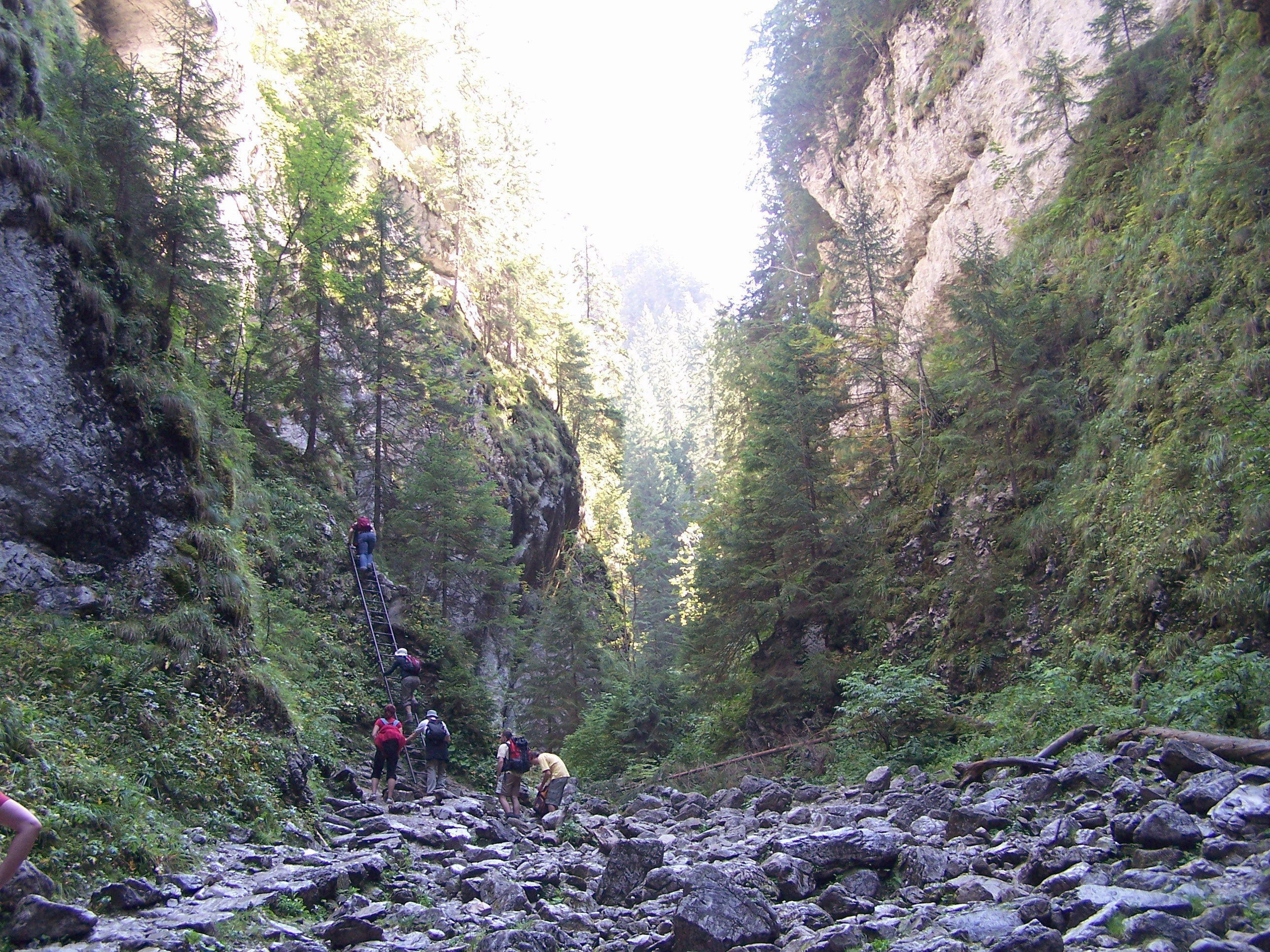
Wąwóz Kraków. Po prawej ściana Zbójnickiej Turni

## Opis jaskini
Jaskinię stanowi idący w dół, prosty korytarz zaczynający się w niewielkim, półokrągłym otworze wejściowym, a kończący zawaliskiem.

## Przyroda
W jaskini występuje mleko wapienne i nacieki grzybkowe. Ściany są wilgotne, rosną na nich mchy, glony i porosty.

## Historia odkryć
Jaskinię odkrył R. Cygan w 1993 roku. Jej plan i opis sporządziła I. Luty przy pomocy R. Cygana i J. Iwanickiego (jr) w 1994 roku.